# Веселе Поле (Покровський район)
Весе́ле По́ле (німецька колонія Високе Поле, Високеполе. Фідлєрове. Лютеранський прихід Людвігсталь-Шидлово) — село Білозерської міської громади Покровського району Донецької області, Україна.

## Історія
Школа у Веселому Полі була відкрита на початку 1920-х роках. Наприкінці 1920-х років у селі появилися ТСОЗи, у 1930 році— колгоспи.

## Галерея

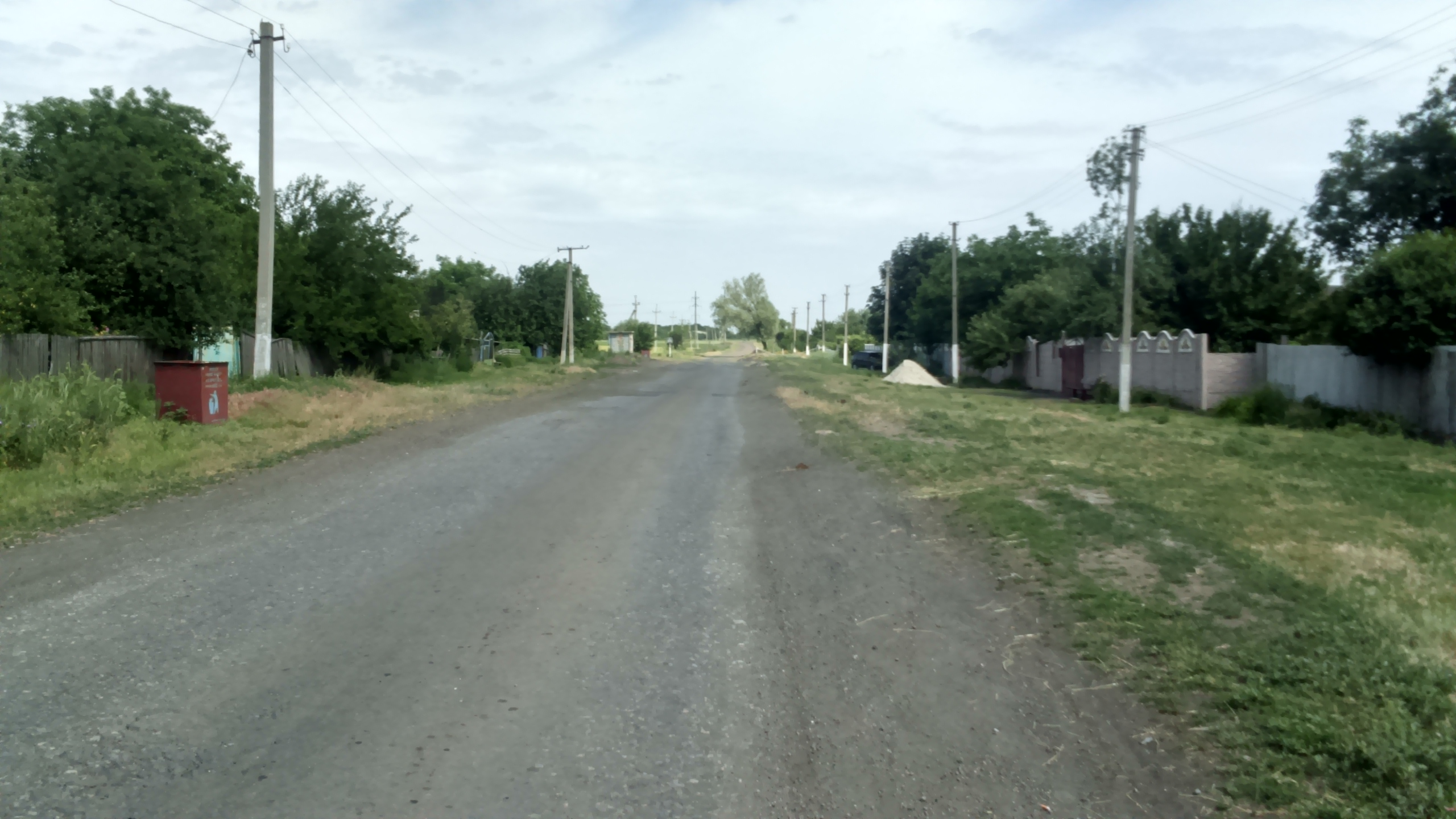
Центральна вулиця
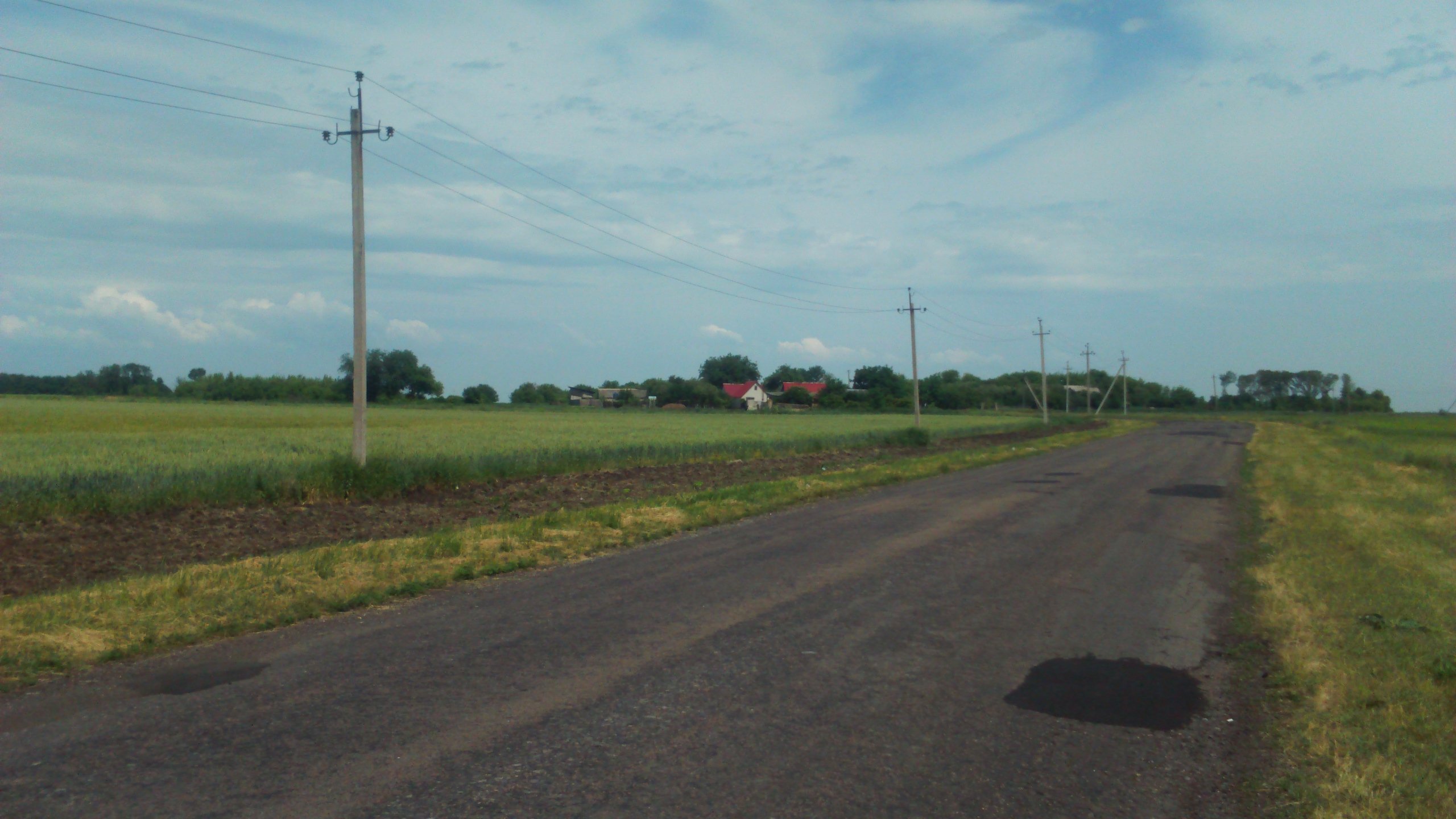
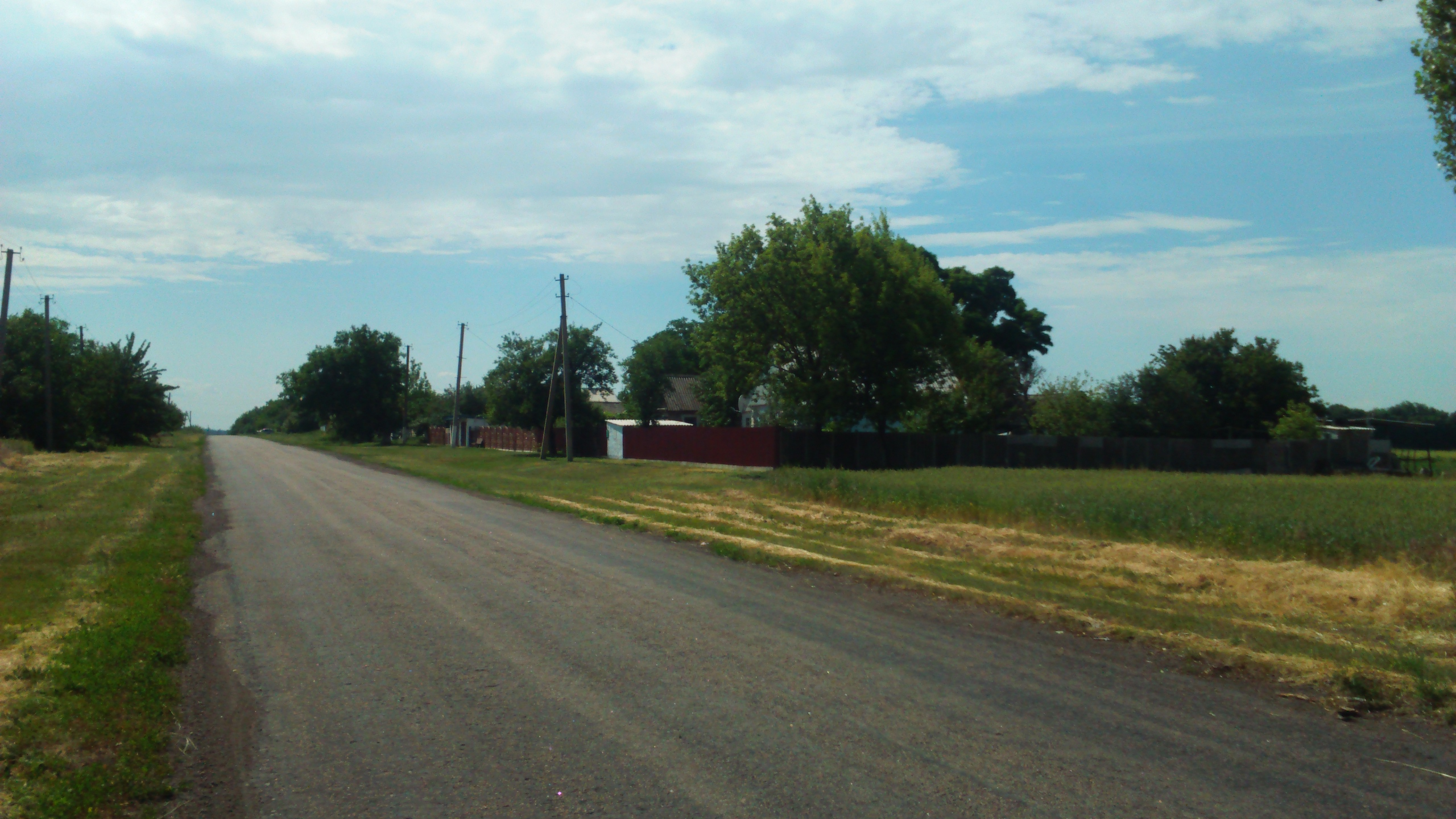